# Motor monocilíndric

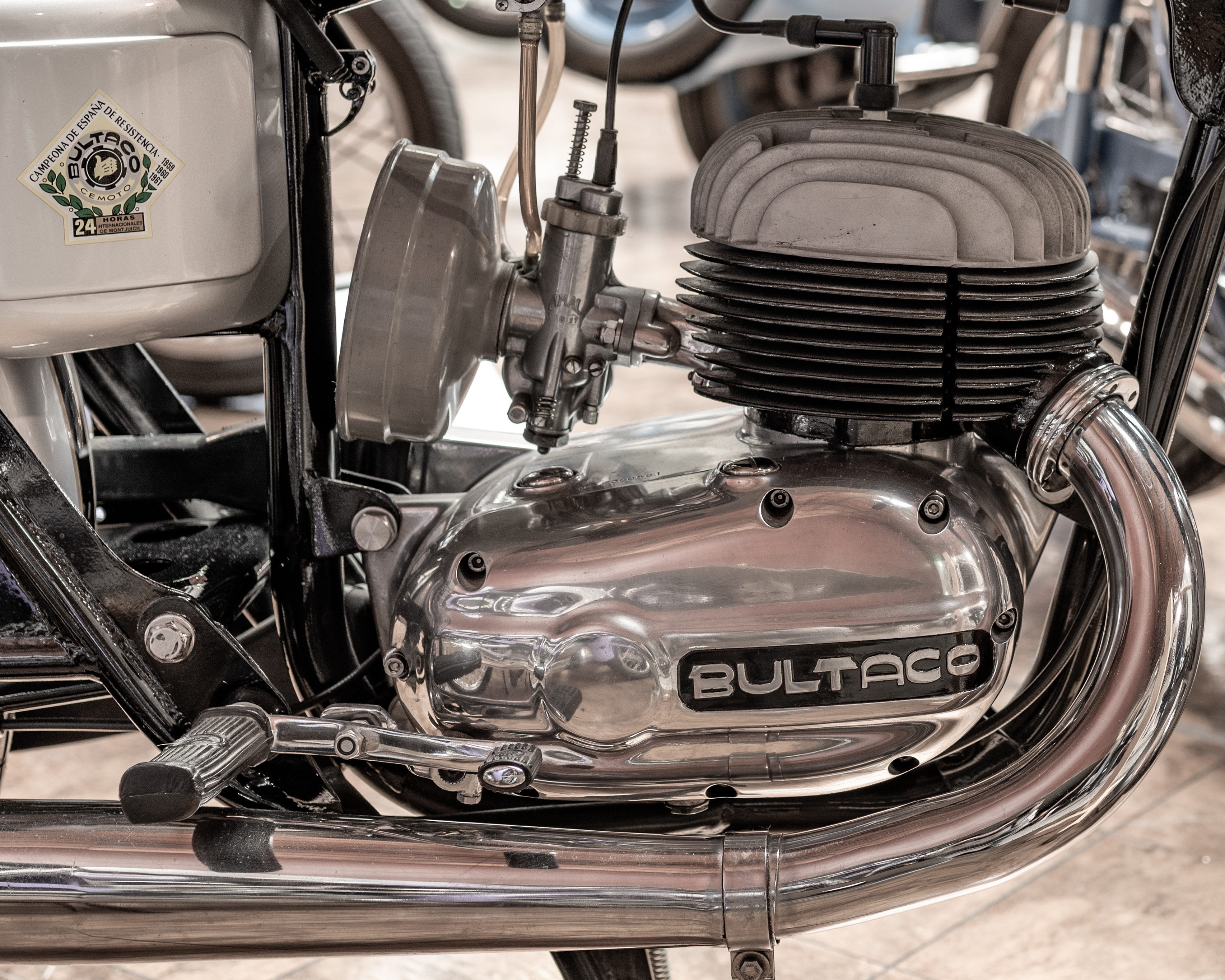
Motor monocilíndric 2T d'una Bultaco, probablement una 200 de 1963

Un motor monocilíndric, conegut també pel seu nom anglès, single (traduïble per "sol", "únic"), és un motor de combustió interna amb només un cilindre. Pot ser tant de dos com de quatre temps, normalment en cicle d'Otto, amb refrigeració per aire o líquida.
A causa de la seva simplicitat, aquesta mena de motors es fan servir en nombroses aplicacions, especialment en la indústria dels ciclomotors, motocicletes i tallagespes, a més dels karts, models teledirigits i eines portàtils. També es van produir alguns automòbils i tractors amb motor monocilíndric, però actualment són escassos a causa dels avenços en la tecnologia dels motors.

## Característiques

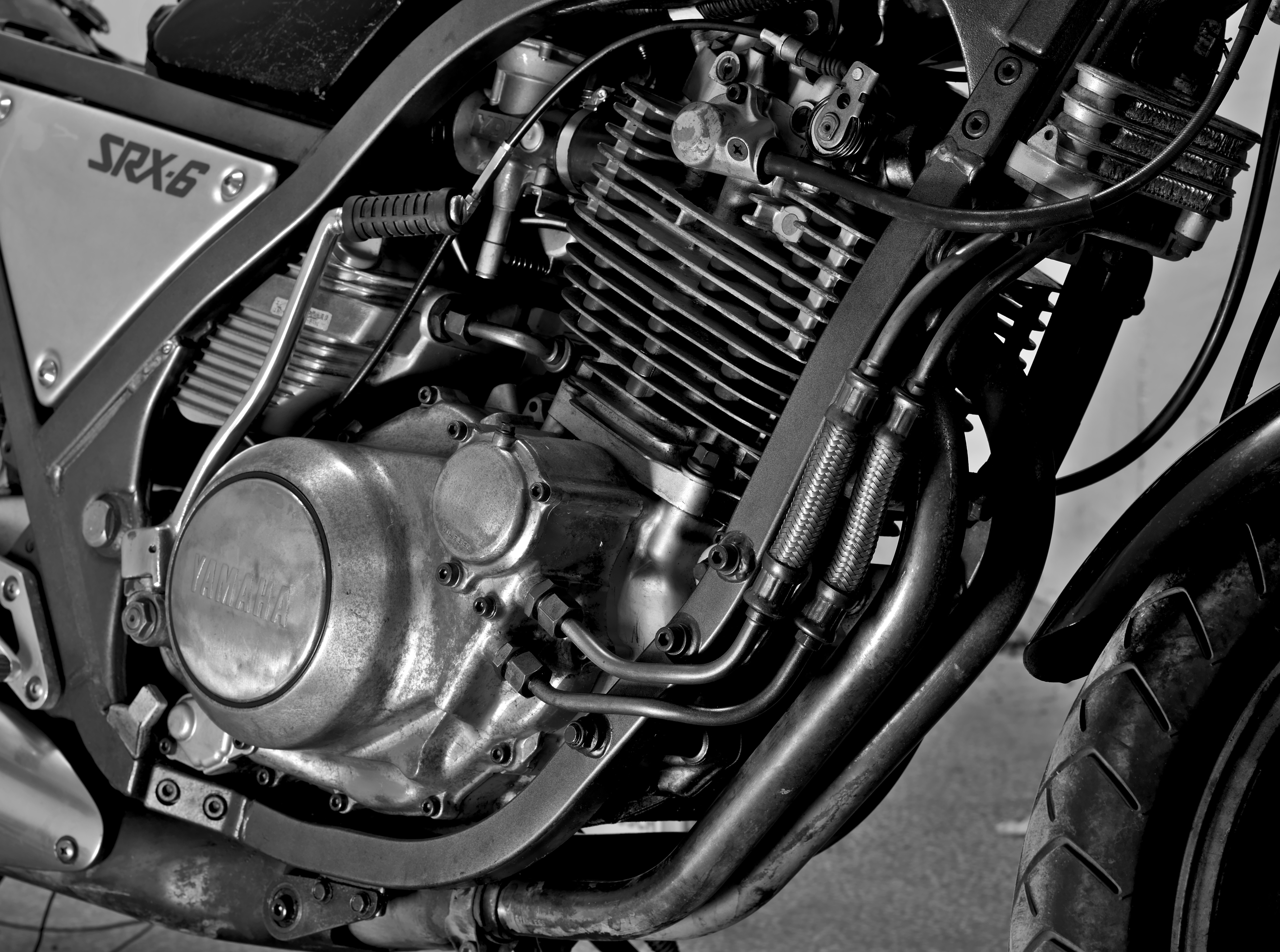
Motor monocilíndric 4T refrigerat per aire d'una Yamaha SRX600 (1985–1997)

Els motors monocilíndrics són senzills i compactes i sovint ofereixen la màxima potència possible dins els límits de la seva reduïda dimensió. La refrigeració hi és més senzilla que als motors pluricilíndrics i gràcies a això estalvien potencialment més pes, especialment si es pot fer servir refrigeració per aire.
Els motors monocilíndrics requereixen més volant d'inèrcia que els de diversos cilindres i la seva massa giratòria és relativament gran, restringint l'acceleració i canvis bruscos de velocitat. En la disposició bàsica són propensos a la vibració, tot i que en alguns casos pot ser possible controlar això amb eixos d'equilibri o amb mètodes més extrems com ara l'ús d'una falsa biela (com fa, per exemple, la Ducati Supermono).
La majoria dels motors monocilíndrics emprats en vehicles de motor s'alimenten de benzina (i fan servir el cicle de quatre temps), tot i que també s'utilitzen motors monocilíndrics dièsel en aplicacions estacionàries (com ara els Lombardini 3LD i 15LD).
Una variació coneguda com a motor de pistó doble fa servir dos pistons que comparteixen una sola cambra de combustió.

### Pros i contres
Els motors monocilíndrics són senzills i econòmics pel que fa a la construcció. La vibració que generen és acceptable en moltes aplicacions, mentre que ho és menys en unes altres. Poden muntar eixos de contrapès i contrapesos, però aquestes complexitats tendeixen a contrarestar els avantatges esmentats.
Alguns components d'un motor monocilíndric, com ara el cigonyal, han de ser gairebé tan forts com els d'un motor pluricilíndric de la mateixa cilindrada per cilindre, cosa que fa que algunes parts siguin efectivament quatre vegades més pesades del que necessiten per al desplaçament total del motor.
El motor monocilíndric desenvoluparà gairebé inevitablement una menor relació potència-pes que un de diversos cilindres de tecnologia similar. Això pot ser un desavantatge en les aplicacions d'aquest motor per a vehicles, tot i que té poca importància en altres aplicacions com ara els motors estacionaris.

## Usos
Els motors de les primeres motocicletes, automòbils i altres aplicacions com ara motors marins, tendien tots a ser monocilíndrics. Entre el 1921 i el 1960, el tractor Lanz Bulldog va fer sevir un gran motor monocilíndric de dos temps muntat de forma horitzontal. Actualment, aquesta configuració es manté en ús generalitzat pel que fa als ciclomotors i escúters, així com en gran varietat de motocicletes i derivats com ara els motocarros, en karts i en models controlats per ràdio. A més, aquesta mena de motor s'utilitza gairebé exclusivament en eines portàtils i maquinària de jardí com ara tallagespes, conreadores i desbrossadores.

### Motociclisme
Pel que fa al ram del motociclisme, un motor monocilíndric té més parell motor a baixes revolucions que els motors amb dos o més cilindres, però produeix més vibracions a altes revolucions. El principal avantatge respecte als motors pluricilíndrics és un pes més baix i una major capacitat de resposta.
El motor monocilíndric, històricament més habitual en motors de dos temps (i, darrerament, als de quatre temps a causa de les normatives contra la contaminació, cada cop més restrictives), es fa servir àmpliament en motocicletes de fora d'asfalt (enduro, motocròs i trial), així com en motocicletes de carretera de cilindrada mitjana, gràcies a la seva ràpida resposta. És el tipus de motor més comú en escúters d'entre 50 i 500 cc, aquests darrers amb una potència d'uns 40 CV. L'Honda Super Cub té un motor monocilíndric de 49 cc amb molt baix consum de combustible.
Actualment hi ha disponibles algunes motocicletes amb potents motors monocilíndrics. N'hi ha models esportius, com ara la KTM 690 Duke R (amb un motor monocilíndric de 690 cc i 70 CV), motocicletes dual-purpose com la BMW G650GS i clàssiques com la Royal Enfield 500 Bullet (amb motor monocilíndric de pistó de recorregut llarg). Un dels motors monocilíndrics més grans per a l'ús en motocicletes de la història va ser el de la Suzuki DR750, augmentat encara més en la DR800. No debades, el sobrenom d'aquest model era "Big" ("Gran").
La classe Moto3 del Campionat del Món de motociclisme ha vingut utilitzant motors monocilíndrics de quatre temps de 250 cc des que es va instituir el 2012 com a substituta dels 125cc.